# Dieter Berkmann
Dieter Berkmann (* 27. Juli 1950 in Mittenwald) ist ein ehemaliger deutscher Radrennfahrer.

## Radsport-Karriere
Dieter Berkmann fuhr in den Disziplinen Sprint und Tandem auf der Bahn und wurde sechsmal Deutscher Meister der Amateure. Bereits in der Jugend konnte er 1967 die Deutsche Meisterschaft im 500-Meter-Zeitfahren gewinnen. Bei den Olympischen Sommerspielen 1976 in Montreal belegte Berkmann den vierten Platz im Sprint. Anschließend wurde er Profi und als solcher 1978 und 1979 jeweils Zweiter im Sprint bei UCI-Bahn-Weltmeisterschaften. 19-mal startete er auch bei Sechstagerennen.

## Nach der Sportkarriere
Nach dem Ende seiner aktiven Karriere war Berkmann von 1982 bis 1984 als Honorar-Bundestrainer für den Bahnradsport (Kurzzeit) tätig. Schon während seiner Sportkarriere hatte er ein Studium der Medizin begonnen. Heute ist Berkmann als Orthopäde in Miesbach tätig. Seit 1996 fungiert er zudem als Bahnarzt bei den Münchener Sechstagerennen.
Am 21. März 2009 trat Berkmann auf der Hauptversammlung des Bundes Deutscher Radfahrer in Leipzig als Gegenkandidat des amtierenden Präsidenten Rudolf Scharping an. Bei dieser Wahl unterlag Berkmann mit 399:174 Stimmen.